# EFG European Furniture Group
EFG European Furniture Group AB, är ett svenskt möbelföretag med huvudkontor i Tranås. Det är en av Europas största leverantörer av kontorsmöbler och möbler för offentlig miljö.
EFG:s möbler säljs via återförsäljare i Sverige, Norge, Danmark, Finland, UK och övriga Europa. 
Företaget grundades i Tranås på 1880-talet av K.G. Andersson (död 1938) och leddes efter honom av sonen Elis Kågén (1893–1983) mellan 1938 och 1967.

## Historia
- 1885 – K. G. Andersson (1857–1938) påbörjade tillverkning av pinnstolar i Tranås och bildade 1889 Tranås Norra Stolfabrik i en nybyggd fabriksbyggnad vid Tranås kvarn vid Svartån.[2]
- 1897 – Fabriken byggdes ut och företaget omvandlades till Tranås Möbelfabriks AB, med kompanjonerna och fabrikörerna K.G. Andersson, J.A. Pettersson, C.P. Johansson och K.J. Sandberg.[3]
- 1907 – K.G. Andersson avvecklade sitt delägarskap i Tranås Möbelfabriks AB och grundade AB Möbelindustrikompaniet, med en ny fabriksbyggnad väster om järnvägen som invigdes 1908.[4][3]
- 1950-talet – Namnändring till Kågéns Industrier AB.
- 1972 – Efter en sammanslagning med två andra företag ändrades namnet till NKR.
- 1992 – NKR förvärvade hälften av aktierna i Wingerei, Norges största kontorsmöbelföretag (helägt från 1997)
- 1993 – NKR bytte namn till European Furniture Group.
- 1997 – Finländska Askos kontorsmöbeldel förvärvades.
- 1999 – EFG förvärvade Matthews Office Furniture Ltd i Storbritannien.
- 2004 – EFG förvärvade HOV+DOKKA i Norge.
- 2007 – EFG förvärvade SAVO AS i Norge samt Bondo Kontormobler AS i Danmark.